# ویسنته میرا
ویسنته میِرا (اسپانیایی: Vicente Miera‎؛ زادهٔ ۱۰ مهٔ ۱۹۴۰) بازیکن و مربی سابق فوتبال اهل اسپانیا است.
از باشگاه‌هایی که در آن بازی کرده‌است می‌توان به باشگاه فوتبال راسینگ سانتاندر، باشگاه فوتبال رئال مادرید و باشگاه فوتبال اسپورتینگ خیخون اشاره کرد.